# Tiro nos Jogos Olímpicos de Verão de 2016 - Tiro rápido 25 m masculino
A prova do tiro rápido de pistola a 25 m masculino do tiro nos Jogos Olímpicos de Verão de 2016 decorreu em 12 e 13 de agosto no Centro Olímpico de Tiro.

## Formato da competição
O evento teve duas rondas. Na qualificação, cada atirador disparou 60 tiros a 25 metros do alvo. Os pontos aumentaram num fator de um a cada tiro, até um máximo de 10 pontos, e os alvos surgiram em 12 séries de cinco. O tempo para completar cada série foi limitado (em oito segundos por alvo em quatro delas, seis em mais quatro e quatro segundos em outras quatro séries).
Os seis melhores ficaram apurados para a final, onde dispararam mais 40 tiros (oito séries de cinco tiros cada, que tiveram que ser feitos num máximo de quatro segundos). Depois da quarta ronda, o atirador com a pontuação mais baixa começou a ser eliminado até ficarem apenas os dois melhores. Estes discutiram o título olímpico numa ronda final. 
A pontuação final dos 40 tiros foi usada para determinar a classificação final.

## Medalhistas
Christian Reitz, da Alemanha, foi campeão olímpico ao derrotar o francês Jean Quiquampoix. O bronze ficou para o chinês Li Yuehong.
| Ouro   | GER Christian Reitz  |
| Prata  | FRA Jean Quiquampoix |
| Bronze | CHN Li Yuehong       |

## Recordes
Antes do evento, estes eram os recordes olímpicos e mundiais:
| Qualificação     | Qualificação    | Qualificação | Qualificação | Qualificação        | Qualificação |
| Tipo             | Atirador        | Pontos       | Local        | Data                |              |
| ---------------- | --------------- | ------------ | ------------ | ------------------- | ------------ |
| Recorde mundial  | Christian Reitz | 593          | Osijek       | 30 de julho de 2013 |              |
| Recorde mundial  | Kim Jun-hong    | 593          | Pequim       | 6 de julho de 2014  |              |
| Recorde olímpico | Alexei Klimov   | 592          | Londres      | 3 de agosto de 2012 |              |

| Final            | Final             | Final  | Final          | Final                 | Final |
| Tipo             | Atirador          | Pontos | Local          | Data                  |       |
| ---------------- | ----------------- | ------ | -------------- | --------------------- | ----- |
| Recorde mundial  | Riccardo Mazzetti | 35     | Pequim         | 6 de julho de 2014    |       |
| Recorde mundial  | Leonid Ekimov     | 35     | Qabala         | 24 de outubro de 2014 |       |
| Recorde mundial  | Alexei Klimov     | 35     | Rio de Janeiro | 23 de abril de 2016   |       |
| Recorde olímpico | Leuris Pupo       | 34     | Londres        | 3 de agosto de 2012   |       |

Os seguintes recordes foram igualados durante a competição:
| Data         | Fase         | Atirador        | País         | Pontos | Recorde |
| ------------ | ------------ | --------------- | ------------ | ------ | ------- |
| 12 de agosto | Qualificação | Christian Reitz | GER Alemanha | 592    | =       |
| 13 de agosto | Final        | Christian Reitz | GER Alemanha | 34     | =       |

## Resultados

### Qualificação
Estes foram os resultados da fase inicial:
| Pos. | Atirador              | País               | 8   | 6   | 4  | ST1 | 8   | 6   | 4  | ST2 | Total   | Notas |
| ---- | --------------------- | ------------------ | --- | --- | -- | --- | --- | --- | -- | --- | ------- | ----- |
| 1    | Christian Reitz       | GER Alemanha       | 100 | 99  | 97 | 296 | 100 | 100 | 96 | 296 | 592-27x | Q, =  |
| 2    | Zhang Fusheng         | CHN China          | 99  | 99  | 94 | 292 | 100 | 99  | 99 | 298 | 590-27x | Q     |
| 3    | Jean Quiquampoix      | FRA França         | 99  | 98  | 96 | 293 | 99  | 99  | 95 | 293 | 586-19x | Q     |
| 4    | Riccardo Mazzetti     | ITA Itália         | 98  | 98  | 96 | 292 | 97  | 99  | 98 | 294 | 586-18x | Q     |
| 5    | Li Yuehong            | CHN China          | 97  | 97  | 96 | 290 | 97  | 99  | 98 | 294 | 584-23x | Q     |
| 6    | Leuris Pupo           | CUB Cuba           | 95  | 100 | 95 | 290 | 100 | 98  | 95 | 293 | 583-19x | Q     |
| 7    | Gurpreet Singh        | IND Índia          | 100 | 99  | 90 | 289 | 97  | 98  | 97 | 292 | 581-24x |       |
| 8    | Kim Jun-hong          | KOR Coreia do Sul  | 98  | 97  | 92 | 287 | 99  | 98  | 97 | 294 | 581-19x |       |
| 9    | Alexei Klimov         | RUS Rússia         | 98  | 97  | 94 | 289 | 98  | 96  | 98 | 292 | 581-16x |       |
| 10   | Keith Sanderson       | USA Estados Unidos | 99  | 94  | 97 | 290 | 98  | 99  | 93 | 290 | 580-19x |       |
| 11   | Roman Bondaruk        | UKR Ucrânia        | 97  | 96  | 93 | 286 | 100 | 98  | 95 | 293 | 579-18x |       |
| 12   | Emil Milev            | USA Estados Unidos | 96  | 97  | 91 | 284 | 100 | 98  | 96 | 294 | 578-19x |       |
| 13   | Emerson Duarte        | BRA Brasil         | 98  | 97  | 90 | 285 | 99  | 100 | 94 | 293 | 578-19x |       |
| 14   | Jorge Llames          | ESP Espanha        | 97  | 99  | 92 | 288 | 98  | 96  | 95 | 289 | 577-14x |       |
| 15   | Ruslan Lunev          | AZE Azerbaijão     | 94  | 97  | 97 | 288 | 97  | 96  | 94 | 287 | 575-17x |       |
| 16   | Pavlo Korostylov      | UKR Ucrânia        | 96  | 99  | 98 | 293 | 99  | 96  | 86 | 281 | 574-18x |       |
| 17   | Oliver Geis           | GER Alemanha       | 97  | 99  | 95 | 291 | 94  | 96  | 91 | 281 | 572-22x |       |
| 18   | Ghulam Mustafa Bashir | PAK Paquistão      | 97  | 94  | 96 | 287 | 98  | 94  | 92 | 284 | 571-12x |       |
| 19   | Eita Mori             | JPN Japão          | 97  | 96  | 91 | 284 | 95  | 97  | 94 | 286 | 570-13x |       |
| 20   | Piotr Daniluk         | POL Polônia        | 97  | 97  | 94 | 288 | 97  | 95  | 87 | 279 | 567-12x |       |
| 21   | Kang Min-su           | KOR Coreia do Sul  | 97  | 94  | 85 | 276 | 98  | 95  | 95 | 288 | 564-19x |       |
| 22   | Teruyoshi Akiyama     | JPN Japão          | 98  | 96  | 94 | 288 | 95  | 93  | 88 | 276 | 564-18x |       |
| 23   | Ahmed Shaban          | EGY Egito          | 96  | 92  | 90 | 278 | 96  | 95  | 93 | 284 | 562-6x  |       |
| 24   | Marko Carrillo        | PER Peru           | 94  | 95  | 83 | 272 | 96  | 97  | 92 | 285 | 557-14x |       |
| 25   | Peeter Olesk          | EST Estônia        | 92  | 92  | 86 | 270 | 95  | 95  | 93 | 283 | 553- 8x |       |
| 26   | David Chapman         | AUS Austrália      | 98  | 95  | 76 | 269 | 95  | 96  | 91 | 282 | 551-18x |       |

### Final
Estes foram os resultados da fase final:
| Pos.              | Atirador              | 1 | 2 | 3 | 4 | Int | 5 | Int | 6 | Int | 7 | Int | 8 | Total | Notas |
| ----------------- | --------------------- | - | - | - | - | --- | - | --- | - | --- | - | --- | - | ----- | ----- |
| Medalha de ouro   | GER Christian Reitz   | 5 | 4 | 4 | 4 | 17  | 4 | 21  | 4 | 25  | 4 | 29  | 5 | 34    | =     |
| Medalha de prata  | FRA Jean Quiquampoix  | 2 | 4 | 5 | 3 | 14  | 5 | 19  | 5 | 24  | 3 | 27  | 3 | 30    |       |
| Medalha de bronze | CHN Li Yuehong        | 3 | 5 | 4 | 4 | 16  | 4 | 20  | 2 | 22  | 5 | 27  | — | —     |       |
| 4                 | CHN Zhang Fusheng     | 5 | 4 | 5 | 4 | 18  | 2 | 20  | 1 | 21  | — | —   | — | —     |       |
| 5                 | CUB Leuris Pupo       | 5 | 3 | 3 | 4 | 15  | 3 | 18  | — | —   | — | —   | — | —     |       |
| 6                 | ITA Riccardo Mazzetti | 2 | 2 | 4 | 2 | 10  | — | —   | — | —   | — | —   | — | —     |       |

Legenda
| Recorde mundial      | Recorde mundial (World record)               |                       | Recorde africano                      | Recorde africano (African) |                                           | Q | Classificado por posição (Qualified) |
| Recorde olímpico     | Recorde olímpico (Olympic record)            | Recorde da América    | Recorde da América (Americas)         | q                          | Classificado por melhor tempo (Qualified) |   |                                      |
| Melhor marca do ano  | Melhor marca do ano (World leading)          | Recorde asiático      | Recorde asiático (Asian)              | DNS                        | Não largou (Did not start)                |   |                                      |
| Recorde nacional     | Recorde nacional (National record)           | Recorde europeu       | Recorde europeu (European)            | DNF                        | Não terminou (Did not finish)             |   |                                      |
| Recorde pessoal      | Recorde pessoal do atleta (Personal best)    | Recorde da Oceania    | Recorde da Oceania (Oceania)          | DSQ / DQ                   | Desclassificado (Disqualified)            |   |                                      |
| Recorde da temporada | Recorde da temporada do atleta (Season best) | Recorde sul-americano | Recorde sul-americano (South America) | NM                         | Sem marca (No mark)                       |   |                                      |